# Elena Zernova
Elena Zernova (Sant Petersburg, 1951). És professora i traductora al rus del català, castellà, gallec i anglès. Té traduïdes i publicades més de trenta obres literàries. Es va llicenciar en Filologia espanyola a la Universitat Estatal de Leningrad (ara Sant Petersburg) i el 1976 va defensar la seva tesi doctoral en Filologia romànica a la mateixa universitat, on exerceix com a professora en el departament de Filologia espanyola fins al dia d'avui. Com a investigadora, és autora de més de setanta publicacions científiques i ponent en més de quaranta congressos internacionals. S'interessa per la situació sociolingüística a Espanya, llengües i cultures de la Península i d'Amèrica Llatina. És membre de la Unió dels Escriptors de Rússia i de la de Sant Petersburg.
És autora i editora de vuit antologies bilingües de poetes catalans, entre les quals destaquen: L'ombra de l'altre mar. Poesia catalana contemporània (2000) i Temps de miralls exactes: vint dones poetes de parla catalana del segle XX (2001). Va publicar en rus Antologia de contes catalans contemporanis (2006) i una antologia de Pere Calders (2007). Una faceta notable del seu treball com a traductora literària és la traducció al rus de l'obra de Santiago Rusiñol. S'encarrega d'una antologia històrica de la literatura gallega, en la qual intervé com a coordinadora del projecte, seleccionadora i traductora de la que, fins al moment, compta amb 20 volums.